# Axel Dörner
Axel Dörner, (Köln, 1964. április 26. –) német dzsessztrombitás, dzsesszzongorista, zeneszerző.

## Pályafutása
Dörner Arnhemben és a kölni Music Academy in Cologne-on tanult zongorázni. 1991-től Malte Burbánál tanult trombitálni, majd Bruno Light trombitással működött együtt. Duójul kibővült Street Fighters Quartet, illetve Street Fighters Double Quartet néven.
Aztán Frank Gratkowskival, Hans Schneiderrel és Martin Blume-mal megalakult az Axel Dörner Quartet. Matthias Petzold szaxofonossal játszott a „Lifelines” és a „Psalmen Und Lobgesänge” albumokon.
Dörner 1994 óta Berlinben él. Tagja az új improvizatív és kísérleti zene csoportnak (TOOT). A TOOT triójában Phil Mintonnal és Thomas Lehnnel játszott olyan előadókkal, mint például Otomo Yoshihide, továbbá a London Jazz Composers' Orchestra-val is.
Dörner sokoldalú zenész, többek között bebopot is játszik. Játszott Alexander von Schlippenbach zongorista „Monk's Casino” című albumán, amely Thelonious Monk kompozícióinak interpretációit tartalmazza.

## Lemezek
- 2001: Trumpet
- 2005: Monk's Casino
- 2007: Sind

### Berlin Contemporary Jazz Orchestra
- 1994: The Morlocks and Other Pieces
- 1997: Live in Japan '96

Aki Takase és Alexander von Schlippenbach
- 2014: So Long, Eric!

## Fordítás
Ez a szócikk részben vagy egészben  az   Axel Dörner című angol Wikipédia-szócikk ezen változatának fordításán alapul.  Az eredeti cikk szerkesztőit annak laptörténete sorolja fel. Ez a jelzés csupán a megfogalmazás eredetét és a szerzői jogokat jelzi, nem szolgál a cikkben szereplő információk forrásmegjelöléseként.